# Montebuono
Montebuono là một đô thị ở tỉnh Rieti trong vùng Latium, có khoảng cách khoảng 50 km về phía bắc của Roma và cách khoảng 20 km về phía tây của Rieti. Tại thời điểm ngày 31 tháng 12 năm 2004, đô thị này có dân số 944 người và diện tích là 19,6 km².
Đô thị Montebuono có các frazioni (các đơn vị cấp dưới, chủ yếu là các làng) Fianello and S.Andrea.
Montebuono giáp các đô thị: Calvi dell'Umbria, Collevecchio, Magliano Sabina, Tarano, Torri in Sabina.